# 高仁親王
高仁親王（すけひとしんのう、寛永3年11月13日（1626年12月31日） - 寛永5年6月11日（1628年7月12日））は、後水尾天皇第二皇子。母は中宮・徳川和子。

## 経歴
将軍徳川秀忠の外孫にあたり、徳川将軍家の血を引く天皇としての即位が期待され、早くから儲君として位置づけられて寛永6年（1629年）を目途に後水尾天皇から譲位を受ける予定だったが、その前年にわずか3歳で薨御した。
江戸幕府はやはり正親町天皇の儲君のまま薨去した誠仁親王（後陽成天皇の父）の先例に倣った葬儀を行うように朝廷に伝えたが、それが京都に伝わる前に高仁親王は、数え7つに満たない皇族は葬儀を行わないという慣例に従って薨御の翌日には般舟院に葬られていた。
当時中宮和子は懐妊していたが、幕府はこの頃深刻化していた紫衣事件を理由に後水尾天皇が譲位することを回避するために、3か月半後の9月27日に生まれた若宮を八条宮智仁親王の養子に出して皇位継承から外さざるを得なくなった（ただしこの皇子は生後9日で夭折している）。こうした幕府側の働きかけにも拘わらず、後水尾天皇は翌寛永6年11月8日に和子所生の女一宮（明正天皇）への譲位を強行することになる。